# مقالات آکادمی ملی علوم ایالات متحده آمریکا
مقالات آکادمی ملی علوم ایالات متحده آمریکا (به انگلیسی: Proceedings of the National Academy of Sciences of the United States of America) که به اختصار، PNAS نامیده می‌شود یک هفته‌نامه علمی در حوزه‌های زیست‌شناسی، فیزیک و علوم اجتماعی است که متعلق به آکادمی ملی علوم می‌باشد و از سال ۱۹۱۵ (میلادی) تا امروز به چاپ رسیده‌است.